# Olha Ajwasowska

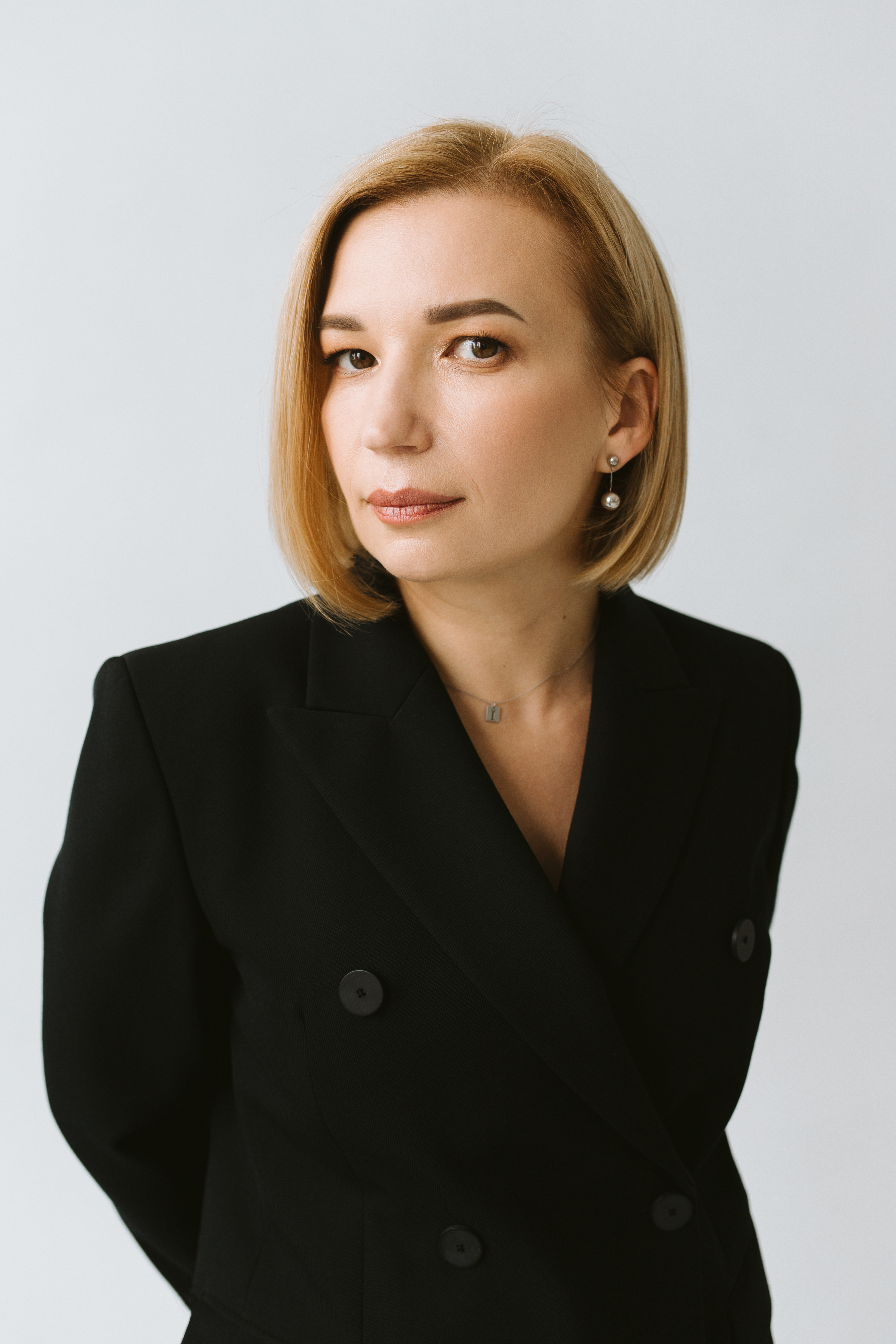
Olha Ajwasowska

Olha Pawliwna Ajwasowska (ukrainisch Ольга Павлівна Айвазовська; geboren 9. Februar 1981 im Rajon Salischtschyky, Oblast Ternopil) ist eine Aktivistin der ukrainischen Zivilgesellschaft. Sie  war und ist als Mitglied und Vorstandsvorsitzende der Nichtregierungsorganisation OPORA vor allem zuständig für die Beobachtung von Wahlen. Sie verhandelte außerdem von 2016 bis 2018 auf ukrainischer Seite in der Trilateralen Kontaktgruppe über die Beilegung des militärischen Konflikts im Donbas.

## Leben

### Ausbildung
Ajwasowska studierte zunächst ukrainische Philologie und Journalismus an der Nationalen Bohdan-Khmelnytsky-Universität in Tscherkassy. 2016 absolvierte sie im Rahmen einer Draper Hills Summer Fellowship das Demokratie- und Menschenrechtsprogramm am Center in democracy, development and the rule of law (CDDRL) der Stanford University in Kalifornien. Ab 2020 studierte sie Rechtswissenschaften am Graduierteninstitut der Nationalen Taras-Schewtschenko-Universität in Kiew.

### Lehrtätigkeiten
Sie nahm an Programmen zur Ausbildung von Führungskräften teil, unter anderem am Aspen Institute in Kiew und an der Ukrainian School of Political Studies. Die Ukrainische Schule für Politische Studien ist ein gemeinsames Projekt des Labors für Gesetzgebungsinitiativen und des Europarats. Es wurde 2005 anlässlich des 10-jährigen Jubiläums des Beitritts der Ukraine zum Europarat ins Leben gerufen. Die USPS soll der Bildung und Netzwerkbildung dienen für eine Kultur der öffentlichen Politik in der Ukraine, die den Grundsätzen der Fairness, des Vertrauens und des Dialogs verpflichtet ist.

### Beobachtung von Wahlen
Seit 2001 ist Ajwasowska an der Beobachtung von Wahlen in der Ukraine beteiligt. Von 2000 bis 2004 war sie Leiterin der regionalen öffentlichen Jugendorganisation "Junge Aufklärung" in Tscherkassy. Im Jahr 2006 wurde sie Mitglied der gesamtukrainischen Nichtregierungsorganisation OPORA. Seit 2007 ist sie Chefredakteurin der gesamtukrainischen Tageszeitung "OPORA's Point" und seit 2009 Vorstandsvorsitzende von OPORA. Ajwasowska leitete die Wahlbeobachtungen mit ca. 25.000 Aktivistinnen in der Ukraine und nahm darüber hinaus in mehr als 10 europäischen Ländern an der Wahlbeobachtung teil. Laut der ukrainischen Zeitschrift Fokus stand Ajwasowska auf Grund ihrer Position im politischen und gesellschaftlichen Leben von 2014 bis 2020 auf der Liste der 100 mächtigsten Frauen der Ukraine.
Seit 2018 ist sie Mitglied des Vorstands der International Renaissance Foundation. Sie koordiniert als Vorstandsvorsitzende die politischen Programme des Netzwerks OPORA in 89 Ländern und 9 regionale Mitglieder in Afrika, Asien, Europa, Lateinamerika und der Karibik, dem Nahen Osten und Afrika. Die Organisationen bilden dieses globale Netzwerk durch unparteiische, gemeindebasierte Wahlbeobachtungsaktivitäten, um die Integrität des Wahlprozesses zu gewährleisten, Stärkung der Rechenschaftspflicht von Regierungen und politischen Parteien, Verringerung des Potenzials für politisch motivierte Gewalt und Stärkung des Rechts der Menschen auf Beteiligung an der Regierung.
Ajwasowska beobachtet die Parteienlandschaft und stellte 2021 fest, dass es 370 Parteien in der Ukraine gibt. Im Vergleich zu den europäischen Ländern liegt die Ukraine damit im Mittelfeld. Kritisch sieht sie, dass Parteien durchaus auch zu manipulativen Zwecken missbraucht werden. Mit Ausstellungen, Reden und Interviews versucht sie, sich für die demokratische Bildung der Bevölkerung zu engagieren.

### Mitglied der Trilateralen Kontaktgruppe in Minsk
Von 2016 bis 2018 verhandelte Ajwasowska als Expertin auf ukrainischer Seite in der sogenannten „Trilateralen Kontaktgruppe“ in Minsk über die Beilegung des militärischen Konflikts im Donbas.